# Pallenopsis temperans
Pallenopsis temperans is een zeespin uit de familie Pallenopsidae. De soort behoort tot het geslacht Pallenopsis. Pallenopsis temperans werd in 1953 voor het eerst wetenschappelijk beschreven door Stock. 